# Ophiochiton triphylax
Ophiochiton triphylax är en ormstjärneart som först beskrevs av Baker 1977.  Ophiochiton triphylax ingår i släktet Ophiochiton och familjen Ophiochitonidae. Inga underarter finns listade i Catalogue of Life.